# Polnische Botschaft in Berlin

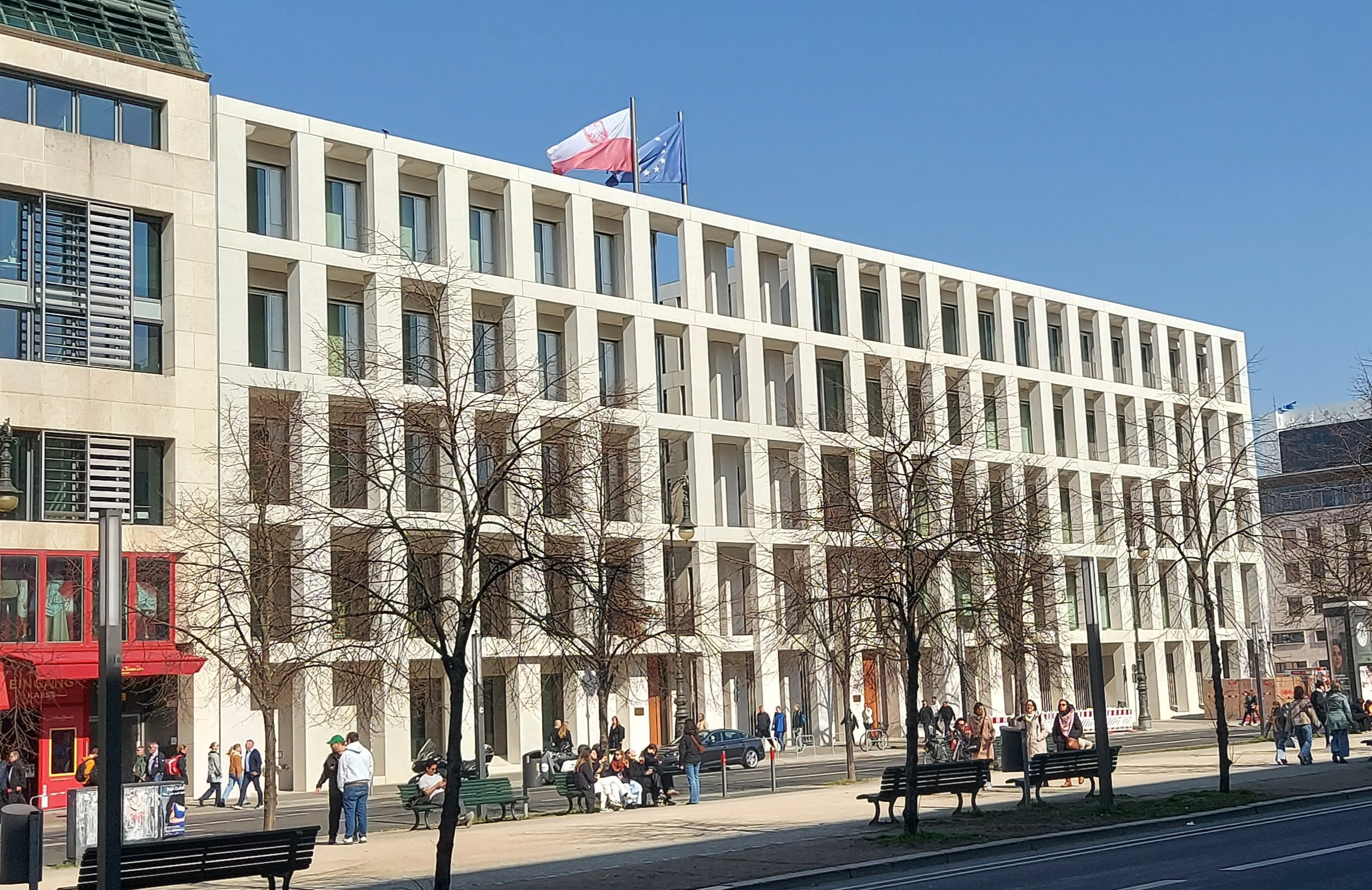
Botschaftsgebäude, 2025

Die polnische Botschaft in Berlin (polnisch Ambasada Rzeczypospolitej Polskiej w Republice Federalnej Niemiec) ist die diplomatische Vertretung der Republik Polen in der Bundesrepublik Deutschland. Sie befindet sich am Boulevard Unter den Linden 70–72 im Bezirk Mitte, wo sie schon bis 1994 ihren Hauptsitz hatte. Von 1994 bis 2025 hatte sie ihren Hauptsitz in der Lassenstraße 19–21 im Ortsteil Grunewald des Bezirks Charlottenburg-Wilmersdorf. 
Geschäftsträger ist seit dem 20. August 2024 Jan Tombiński.
Polen unterhält Generalkonsulate in Hamburg, Köln und München sowie Honorarkonsulate in Braunschweig, Düsseldorf, Leipzig und Schwerin.

## Geschichte der diplomatischen Beziehungen

### Polnische Vertretung bis zum Zweiten Weltkrieg

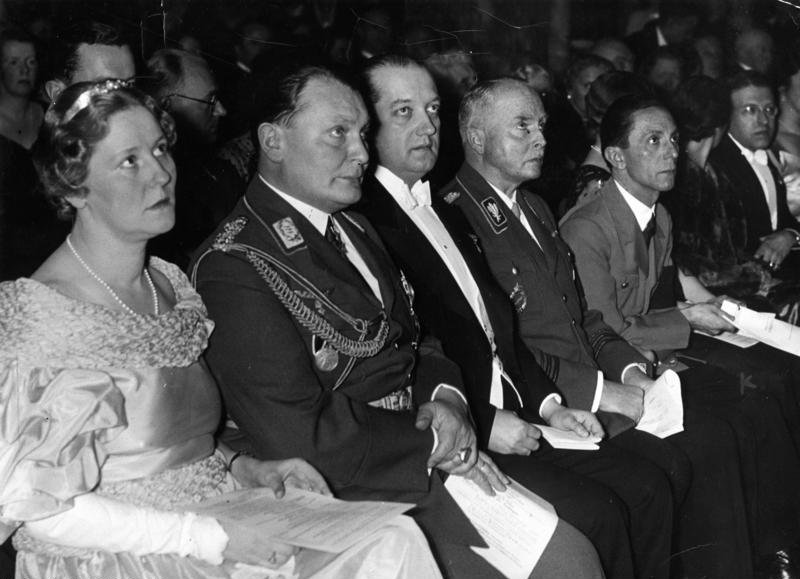
Botschafter Józef Lipski bei der Eröffnung des Deutsch-Polnischen Instituts 1935 (rechts neben Hermann Göring); Foto aus dem Bundesarchiv

Infolge der polnischen Teilungen besaß Polen zwischen 1795 und 1918 keine staatliche Souveränität, und daher auch keine diplomatischen Vertretungen. Nachdem 1917 und 1918 alle der drei Teilungsmächte den Ersten Weltkrieg verloren hatten bzw. im Revolutionschaos versanken, erlangte Polen mit dem Versailler Vertrag als Zweite Polnische Republik seine Souveränität zurück. Die neugebildete polnische Gesandtschaftskanzlei in Berlin residierte nun in der Kurfürstenstraße 136 im Berliner Ortsteil Schöneberg, das Konsulat direkt daneben in der Kurfürstenstraße 137 an der Ecke zur Motzstraße (bzw. zwischen 1934 und 1998 Mackensenstraße, heute: Else-Lasker-Schüler-Straße). Polnischer Gesandter in Berlin war zur Zeit der „Machtergreifung“ Alfred Wysocki, der noch 1933 als Gesandter nach Rom wechselte. Er wurde am 18. Oktober 1933 von Józef Lipski abgelöst (später zum Botschafter ernannt), der den Posten bis zum Krieg gegen Polen 1939 innehatte.
Nach der Eroberung Polens 1939 und der Errichtung des Generalgouvernements sowie der Eingliederung von Teilen Polens in das Deutsche Reich und die Sowjetunion konfiszierte das Deutsche Reich die Gebäude in der Kurfürstenstraße und nutzte sie für die Deutsche Informationsstelle, eine Propagandaabteilung des Auswärtigen Amtes unter Joachim von Ribbentrop in Stiftungsform. Das Generalgouvernement unter Hans Frank unterstand direkt Adolf Hitler und hatte insofern keine diplomatische Vertretung in Berlin.

### Polnische Militärmission
Nach dem Ende des Zweiten Weltkriegs richtete Polen 1945 in Berlin eine Militärmission ein, die bei der Alliierten Hohen Kommission akkreditiert war. Die polnische Militärmission hatte ihren Sitz im Berliner Stadtteil Grunewald in der Lassenstraße 19–21. Im Jahr 1946 arbeitete dort für einige Monate der Publizist Marcel Reich-Ranicki in einer eher untergeordneten Position.
Im Mai 1957 übernahm Władysław Tykociński, vorher Kabinettschef im polnischen Außenministerium, die Leitung der polnischen Militärmission in West-Berlin. Nach sieben Jahren verließ Tykociński unter aufsehenerregenden Umständen seinen Posten, indem er am 16. Mai 1965 zu den Amerikanern überlief. In Befragungen machte er danach Aussagen über die nachrichtendienstliche Nutzung der Militärmission, wofür er 1966 in Warschau in Abwesenheit zum Tode verurteilt wurde. Unter anderem sagte er aus, dass ab der Mitte der 1960er Jahre etwa 50 Mitarbeiter der Militärmission knapp 40 nachrichtendienstliche Aufgaben wahrnahmen, hauptsächlich für das polnische geheimdienstliche Sicherheitsamt (UB).

### Botschaftsgebäude in der DDR-Zeit

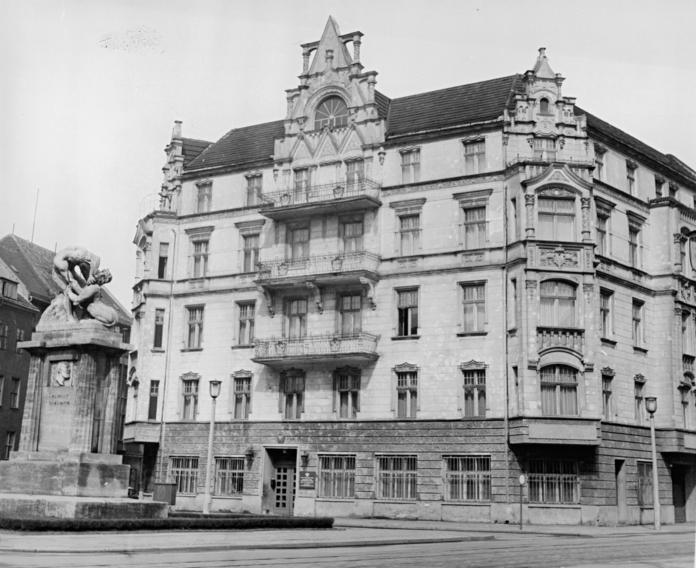
Botschaft Polens an der Luisenstraße 1958

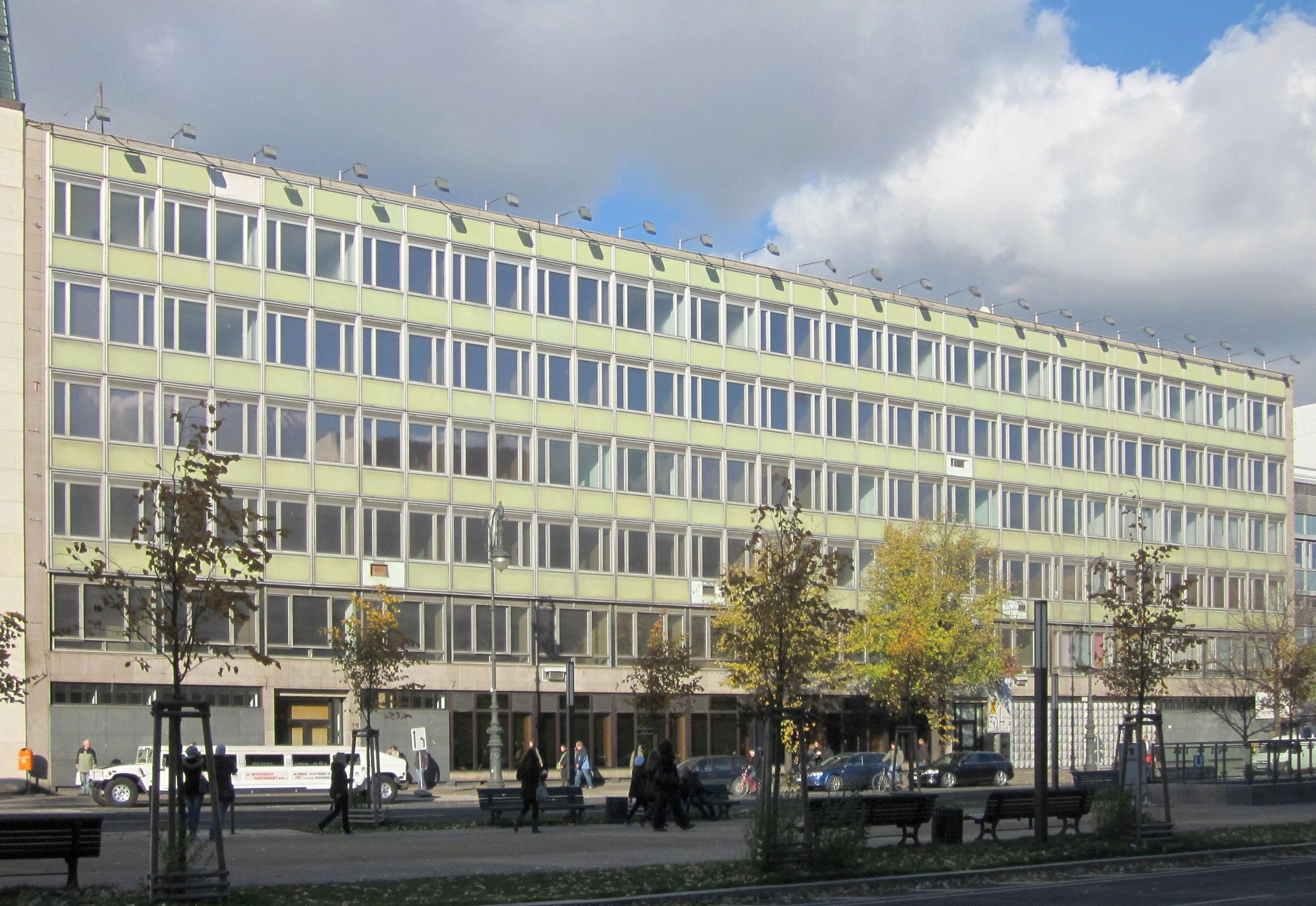
Gebäude der Polnischen Botschaft ab 1967, Abriss 2016

Nachdem der Ministerpräsident der DDR, Otto Grotewohl, am 12. Oktober 1949 in seiner ersten Regierungserklärung mitteilte, dass die DDR die Westgrenze Polens endgültig anerkennt, erkannte Polen am 18. Oktober 1949 die DDR an und nahm mit ihr diplomatische Beziehungen auf. Die Volksrepublik Polen bezog zunächst ein 1830 erbautes Mietshaus in der Luisenstraße 13–14, später ein Gebäude in der Berliner Straße 120 im Stadtbezirk Pankow.
Seit Februar 1967 residierte sie in einem Neubau Unter den Linden 70–72, der den vorhandenen historischen Gebäuden in der Traufhöhe angepasst wurde, weil die frühere Bebauung an dieser Stelle am Ende des Zweiten Weltkriegs zerstört worden war. Der Stahlskelettbau mit vorgehängter Metall- und Glasfassade sowie farbigen Brüstungsfeldern unterhalb der Fenster in den Obergeschossen wurde vom Architektenkollektiv Emil Leybold und Christian Seyfarth entworfen.

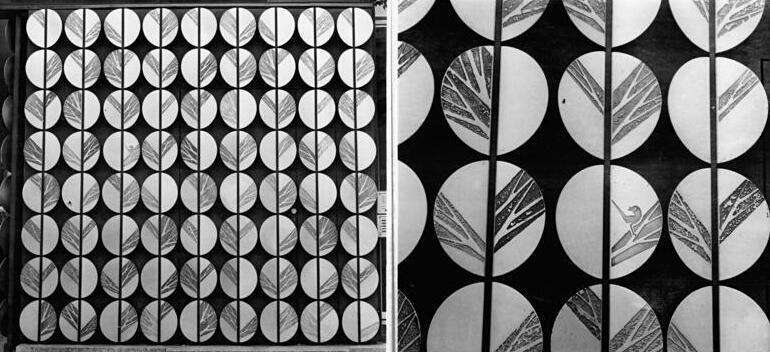
Lindenschmuck von Fritz Kühn an der Fassade, 1969

224 Blätter aus Stahl, entworfen und ausgeführt vom Metallkünstler Fritz Kühn, schmückten den Eingang zur Botschaft. Als Clou erhielt das Schmuckrelief einen kleinen Vogel, der sich auf einem Lindenblatt niedergelassen hat. Die gefalteten Metallkreise mit eingeätzten stilisierten Lindenblättern stellten einen Bezug zur Straße her. Das fünfgeschossige Gebäude stand unter Denkmalschutz.

### Vorübergehende Botschaft in Grunewald

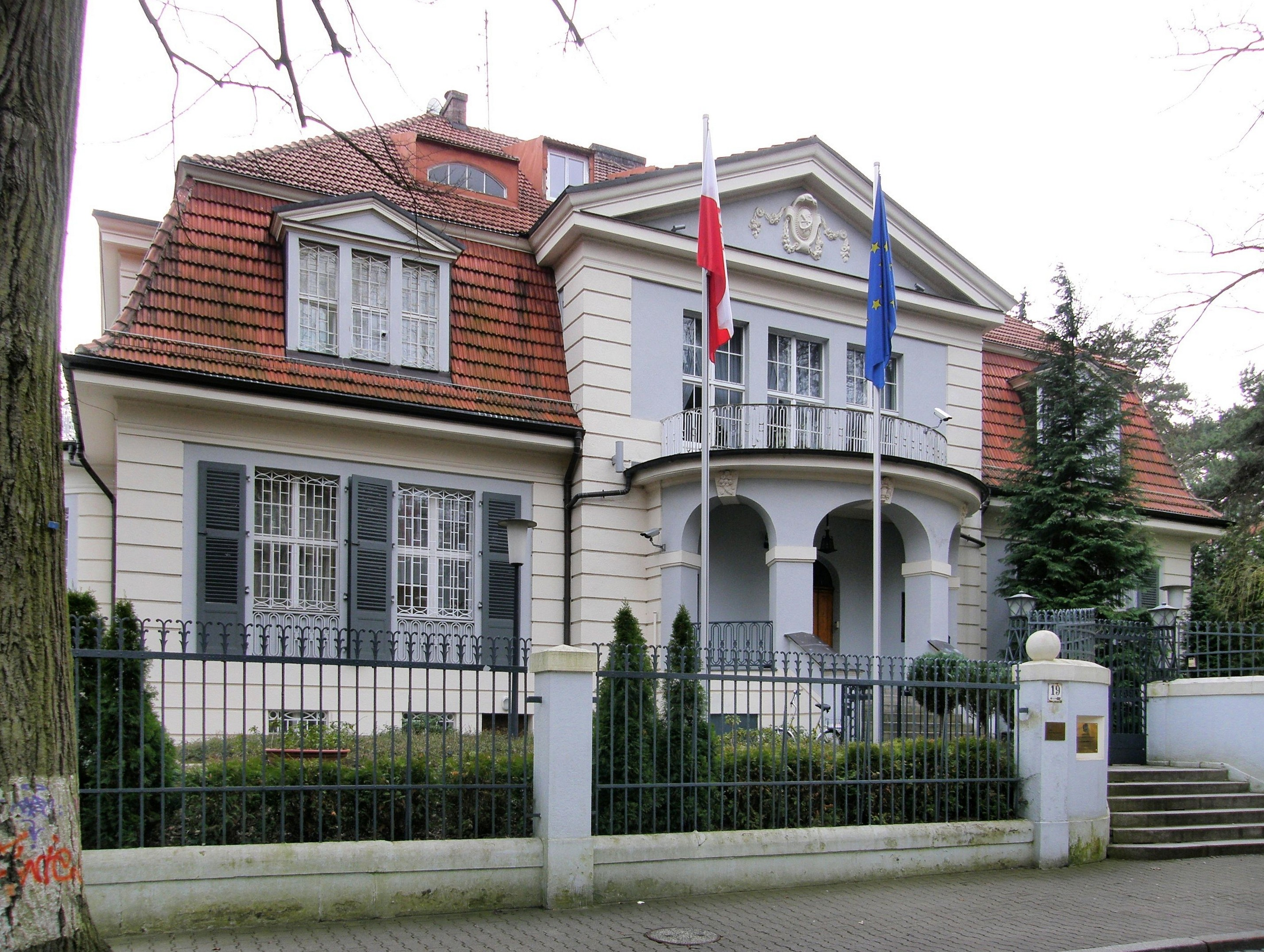
Lassenstraße 19–21 in Grunewald, ehemals Sitz der polnischen Militärmission und der Botschaft

Mit der deutschen Wiedervereinigung, der Bildung der Dritten Polnischen Republik ab 1989 und dem bald darauf gefassten Beschluss zum Umzug der deutschen Regierung von Bonn nach Berlin (Berlin/Bonn-Gesetz) – bislang war die polnische Botschaft in der früheren Villa Heinrich Neuerburg im Kölner Stadtteil Marienburg ansässig – hatte der polnische Staat vor, auf dem Gelände Unter den Linden 70–72 einen Neubau zu errichten und schrieb 1998 einen Architektenwettbewerb aus. Die siegreichen Ideen der polnischen Architekten Budzyński, Badowski und Kowalewski sahen vor, das vorhandene Stahlskelett mit neuen Naturstein- und Kupferfassadenelementen zu verkleiden und das Bauwerk mit einem Kupferdach abzuschließen. In der Gebäudetiefe war ein mehrgeschossiger Gartenhof geplant. Ab 1994 wurde das Haus in Berlin-Mitte leergezogen, und der Botschafter zog mit seinen Mitarbeitern in ein Ausweichquartier in einer Villa im Ortsteil Grunewald. Doch das Neubauprojekt fand erst nach dreimaliger Überarbeitung, nach der nun die Straßenfront mit einer Sandsteinlochfassade und der Aufbringung von Namensreliefs berühmter Polen sowie statt eines geschlossenen Erdgeschosses gläserne Fenster und eine Gliederung durch Kupferpaneele vorsahen, die Zustimmung der Senatsbauverwaltung. Am 27. Januar 2004 gab die polnische Regierung allerdings den Verzicht auf einen Neubau ohne Gründe bekannt und wollte stattdessen das Baudenkmal sanieren und dann wieder als Hauptsitz der Botschaft nutzen. Die Arbeiten gingen jedoch kaum voran und wurden durch neue Entscheidungen (siehe unten) gestoppt.
Das Behelfsquartier befand sich bis 2025 in einer Villa in Berlin-Grunewald (Lassenstraße 19–21), ehemals Sitz der polnischen Militärmission. In der Nachbarschaft (Richard-Strauss-Straße 11) war die Konsularabteilung der Botschaft ansässig.
Das im Eigentum des polnischen Staates befindliche bebaute Gelände in Köln, bislang noch als Generalkonsulat genutzt, steht seit 2014 zum Verkauf.

### Neubau in Berlin-Mitte

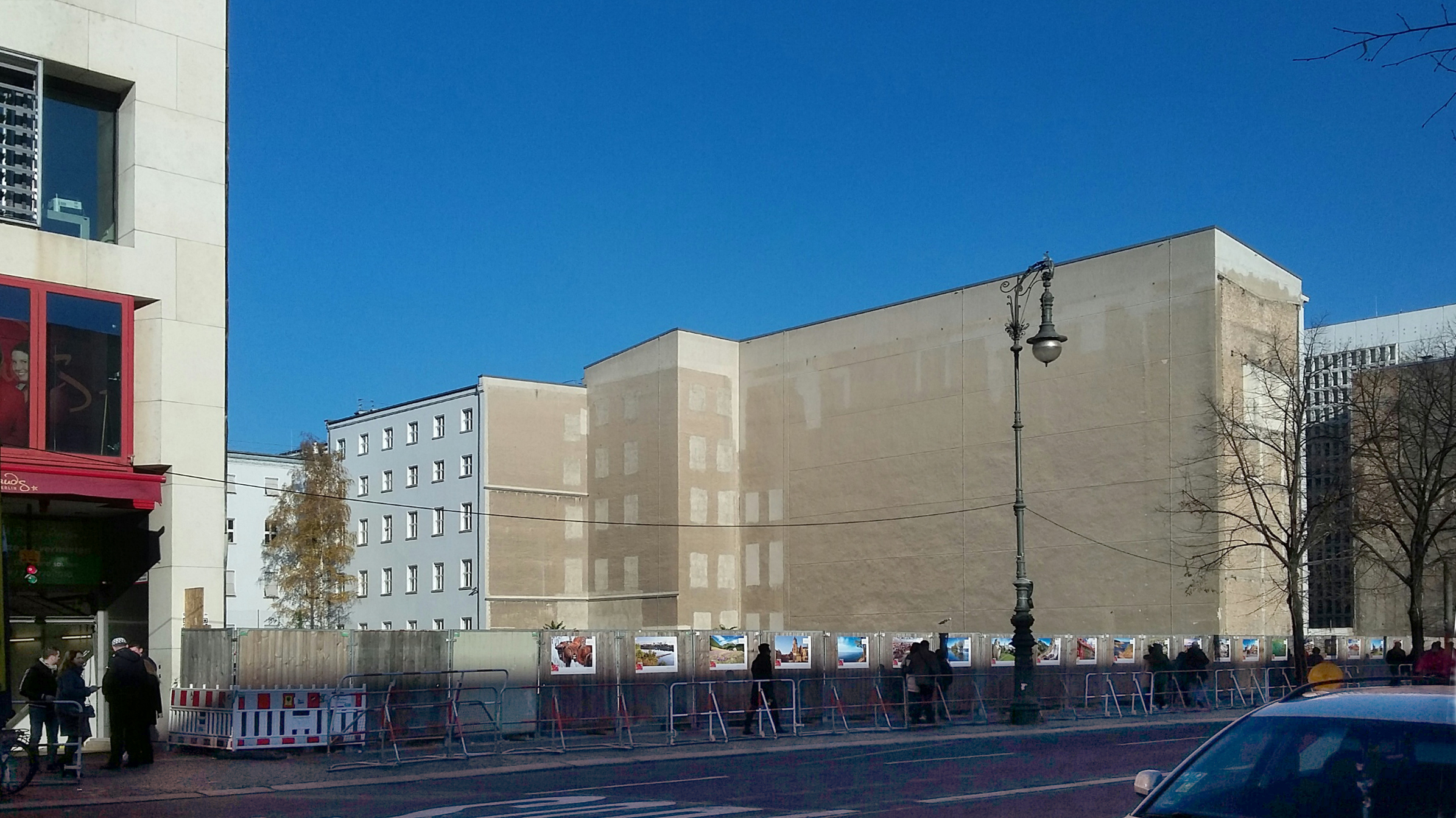
Nach dem Abriss des Botschaftsgebäudes, November 2016

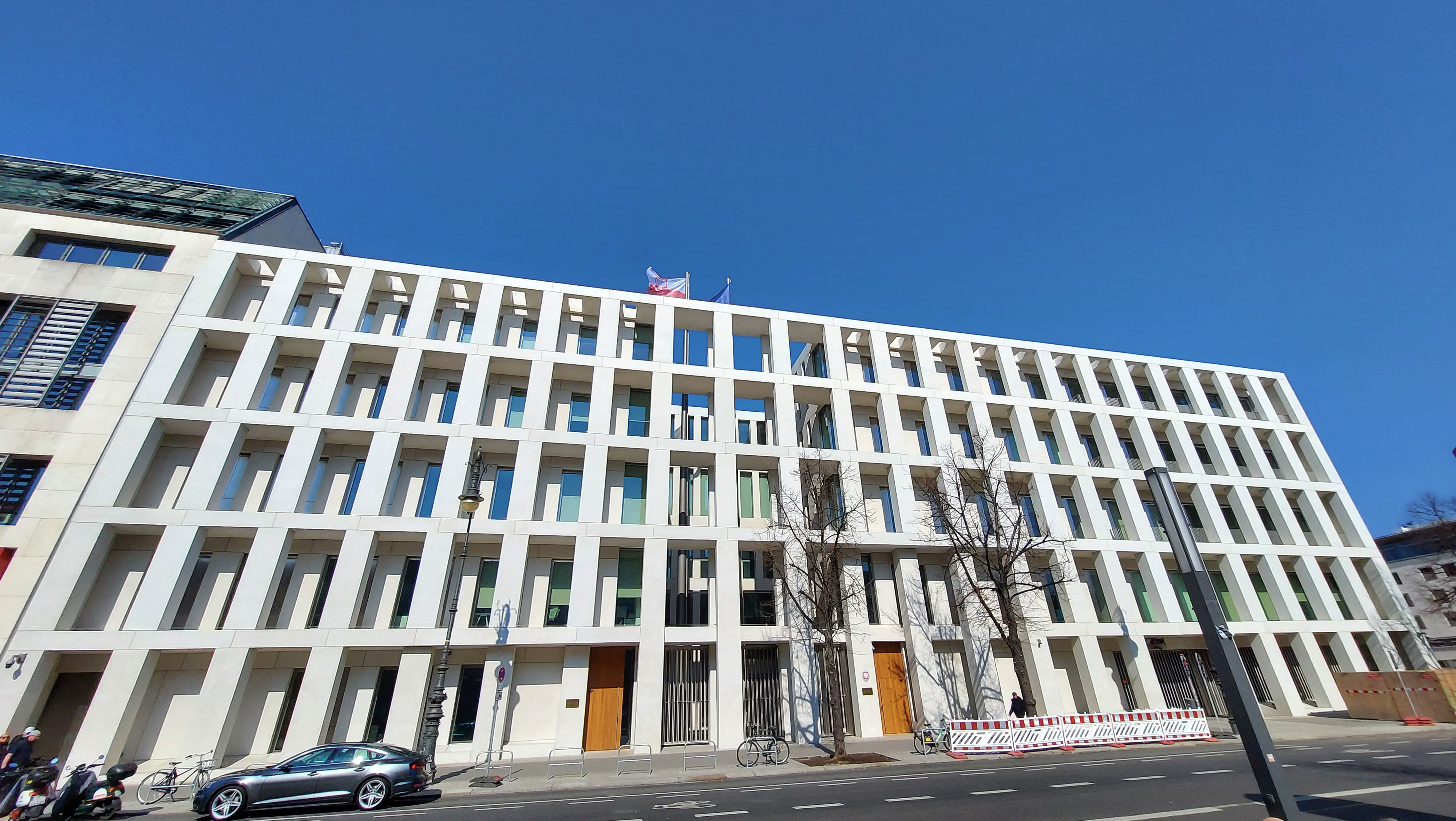
Neues Botschaftsgebäude auf dem Grundstück des Vorgängerbaus, März 2025

Im November 2012 hat die polnische Regierung einen Neubau ihrer Botschaft in Berlin beschlossen. Der Neubau bedingt zunächst den Abriss des leerstehenden oben beschriebenen Hauses, für das der Senat von Berlin trotz noch bestehendem Denkmalschutzes die Genehmigung erteilte. Das Konzept von JEMS Architekci aus Warschau ging aus einem neuen Wettbewerb im Jahr 2012 als Sieger hervor. Es sieht einen durchgängig fünfgeschossigen Gebäudekomplex mit zwei Innenhöfen und einem Atrium im Gebäudeteil an der Straße Unter den Linden vor. Eine helle Fassade und große Fenster bestimmen die Straßenansicht. Der Abriss und der anschließende Baubeginn waren für 2013 vorgesehen, die Fertigstellung für 2016 geplant. Das bisherige Gebäude wurde schließlich erst im Herbst 2016 abgerissen. Nach den Worten des Botschaftsrats Jacek Biegala soll in den Komplex das bisher am Hackeschen Markt befindliche Polnische Kulturinstitut mit einziehen. Dafür wird es im Erdgeschoss des Neubaus hinter großen Fenstern Ausstellungsflächen geben. Die geschätzten Kosten betragen mindestens 40 Millionen Euro. Das Haus bietet dann Platz für alle 60 Mitarbeiter der Botschaft. Die Villa in Grunewald wird danach zur Residenz des polnischen Botschafters umgestaltet.
Richtfest des Neubaus wurde im Dezember 2022 gefeiert. Das Gebäude wurde 2024 fertiggestellt und am 17. Januar 2025 eröffnet.

## Botschaftsarbeit und Struktur
Die Botschaft unterhält folgende Abteilungen, denen jeweils ein Attaché vorsteht:
1. Politik,
2. Öffentlichkeitsarbeit,
3. Presse,
4. Verteidigung,
5. Wirtschaft,
6. Handel und Investitionen[25] und
7. Konsularangelegenheiten.

Der Verantwortungsbereich umfasst die offiziellen gegenseitigen Vereinbarungen, den Austausch von Delegationen auf den verschiedenen Gebieten, die Unterstützung der in Deutschland lebenden polnischen Bürger, die Koordinierung der Tätigkeit der drei polnischen Institute in Deutschland: Berlin-Mitte (Burgstraße 27; am Hackeschen Markt), Düsseldorf (Citadellstraße 7) und Leipzig (Markt 10) und vieles andere mehr. Der Botschaft gehörten im März 2010 zehn Personen an.